# Masanobu Miyajima
Masanobu Miyajima (jap. 宮島雅展 Miyajima Masanobu; ur. 30 lipca 1945 w Masuho) – 36. burmistrz miasta Kōfu, wybrany w roku 2003.  Magister edukacji Uniwersytetu w Yamanashi. Przerwał studia, by kandydować na stanowisko członka zgromadzenia gminy Yamanashi, kończąc je jednak po nieudanych dla niego wyborach. Członek ww. zgromadzenia od roku 1979 do 1991. Członek zgromadzenia prefektury Yamanashi w latach 1991 – 2002. W 2001 roku objął w nim stanowisko przewodniczącego.